# عيسى غو
عيسى غو (بالفرنسية: Issa Gouo)‏ (مواليد 9 سبتمبر 1989) هو لاعب كرة قدم بوركيني في مركز الدفاع. يلعب حاليًا لصالح نادي كالوم ستار.

## روابط خارجية
- عيسى غو على موقع قاعدة بيانات كرة القدم.إي يو (الإنجليزية)
- عيسى غو على موقع ناشيونال فوتبول تيمز (الإنجليزية)
- عيسى غو على موقع Soccerway.com (الإنجليزية)
- عيسى غو على موقع كووورة

عيسى غو على فرق كرة القدم الوطنية.كوم